# Oliarus pima
Oliarus pima är en insektsart som beskrevs av George Willis Kirkaldy 1907. Oliarus pima ingår i släktet Oliarus och familjen kilstritar. Inga underarter finns listade i Catalogue of Life.